# Slalom hommes des championnats du monde de ski alpin 2021
Navigation
Édition précédente Édition suivante
Le Slalom hommes des championnats du monde de ski alpin 2021, est disputé le 21 février. Une épreuve de qualification est organisée le 20 février
Pour la dernière course de ces Mondiaux, et compte tenu des conditions printanières régnant sur la piste Druscié, la FIS décide de n'inverser que les quinze premiers pour la deuxième manche. Les écarts au terme du premier acte sont très faibles, avec le meilleur temps pour Adrian Pertl, Alex Vinatzer à 14/100e et Sebastian Foss Solevåg à 16/100e, alors que Clément Noël est cinquième à 34/100e, Henrik Kristoffersen sixième à 38/100e Alexis Pinturault septième à 41/100e et Marco Schwarz huitième à 57/100e. Tout reste ouvert pour la deuxième manche, où Pinturault se montre trop timide, Schwarz enfourche, Noël commet une faute d'intérieur et sort du tracé, Vinatzer ne réédite pas sa performance de la première manche, tandis que les skieurs norvégiens signent les deux meilleurs temps. Solevåg, vainqueur de la manche, prend les devants devant Kristoffersen et devient champion du monde, quand Pertl, qui s'élance le dernier, échoue à 21/100e pour prendre la médaille d'argent. Avec le bronze, Henrik Kristoffersen remporte sa seule médaille à Cortina.

## Résultats
Le départ de la première manche est donné à 10:00 sur la piste Druscié. Exceptionnellement compte tenu des températures printanières, seuls les quinze premiers s'élancent dans l'ordre inversé en deuxième manche comme le règlement de la FIS le permet. 
| Place              | Dossard               | Nom                            | Nation               | Manche 1    | Place       | Manche 2    | Place       | Total       | Écart   |
| ------------------ | --------------------- | ------------------------------ | -------------------- | ----------- | ----------- | ----------- | ----------- | ----------- | ------- |
| Médaille d'or      | 2                     | Sebastian Foss-Solevåg         | Norvège              | 52.40       | 3           | 54.08       | 1           | 1:46.48     |         |
| Médaille d'argent  | 8                     | Adrian Pertl                   | Autriche             | 52.24       | 1           | 54.45       | 3           | 1:46.69     | +0.21   |
| Médaille de bronze | 4                     | Henrik Kristoffersen           | Norvège              | 52.62       | 6           | 54.32       | 2           | 1:46.94     | +0.46   |
| 4                  | 17                    | Alex Vinatzer                  | Italie               | 52.38       | 2           | 55.30       | 10          | 1:47.68     | +1.20   |
| 5                  | 9                     | Daniel Yule                    | Suisse               | 52.88       | 9           | 54.82       | 5           | 1:47.70     | +1.22   |
| 6                  | 31                    | Istok Rodeš                    | Croatie              | 53.22       | 14          | 54.62       | 4           | 1:47.84     | +1.36   |
| 7                  | 22                    | Štefan Hadalin                 | Slovénie             | 53.06       | 11          | 54.92       | 7           | 1:47.98     | +1.50   |
| 7                  | 1                     | Alexis Pinturault              | France               | 52.65       | 7           | 55.33       | 11          | 1:47.98     | +1.50   |
| 9                  | 10                    | Michael Matt                   | Autriche             | 53.19       | 13          | 54.85       | 6           | 1:48.04     | +1.56   |
| 10                 | 29                    | Armand Marchant                | Belgique             | 53.13       | 12          | 55.09       | 8           | 1:48.22     | +1.74   |
| 11                 | 3                     | Ramon Zenhäusern               | Suisse               | 53.89       | 21          | 55.09       | 8           | 1:48.98     | +2.50   |
| 12                 | 30                    | Matej Vidović                  | Croatie              | 53.44       | 16          | 55.58       | 12          | 1:49.02     | +2.54   |
| 13                 | 34                    | Benjamin Ritchie               | États-Unis           | 53.51       | 17          | 55.72       | 13          | 1:49.23     | +2.75   |
| 14                 | 19                    | Manfred Mölgg                  | Italie               | 53.64       | 20          | 55.89       | 14          | 1:49.53     | +3.05   |
| 15                 | 15                    | Linus Straßer                  | Allemagne            | 53.95       | 23          | 55.89       | 14          | 1:49.84     | +3.36   |
| 16                 | 49                    | Simon Efimov                   | Fédération de Russie | 53.55       | 19          | 56.75       | 16          | 1:50.30     | +3.82   |
| 17                 | 36                    | Ondřej Berndt                  | Tchéquie             | 54.75       | 27          | 57.25       | 17          | 1:52.00     | +5.52   |
| 18                 | 51                    | Tijan Marovt                   | Slovénie             | 55.30       | 28          | 57.60       | 18          | 1:52.90     | +6.42   |
| 19                 | 44                    | Aljaž Dvornik                  | Slovénie             | 56.31       | 32          | 58.01       | 19          | 1:54.32     | +7.84   |
| 20                 | 50                    | Alex Puente Tasias             | Espagne              | 55.89       | 31          | 58.69       | 20          | 1:54.58     | +8.10   |
| 21                 | 5                     | Clément Noël                   | France               | 52.58       | 5           | 1:04.03     | 29          | 1:56.61     | +10.13  |
| 22                 | 60                    | Nikita Alekhin                 | Fédération de Russie | 56.48       | 33          | 1:00.29     | 21          | 1:56.77     | +10.29  |
| 23                 | 66                    | Cormac Comerford               | Irlande              | 59.37       | 40          | 1:00.67     | 22          | 2:00.04     | +13.56  |
| 24                 | 73                    | Filip Baláž                    | Slovaquie            | 58.28       | 38          | 1:02.27     | 24          | 2:00.55     | +14.07  |
| 25                 | 84                    | Márton Kékesi                  | Hongrie              | 1:00.12     | 41          | 1:00.87     | 23          | 2:00.99     | +14.51  |
| 26                 | 64                    | Casper Dyrbye Næsted           | Danemark             | 58.87       | 39          | 1:02.48     | 25          | 2:01.35     | +14.87  |
| 27                 | 58                    | Cristian Javier Simari Birkner | Argentine            | 58.17       | 37          | 1:03.65     | 27          | 2:01.82     | +15.34  |
| 28                 | 79                    | Matthieu Osch                  | Luxembourg           | 1:00.21     | 42          | 1:03.18     | 26          | 2:03.39     | +16.91  |
| 29                 | 80                    | Erjon Tola                     | Albanie              | 1:01.20     | 43          | 1:03.96     | 28          | 2:05.16     | +18.68  |
| 30                 | 88                    | Ivan Kovbasnyuk                | Ukraine              | 1:02.07     | 46          | 1:05.12     | 30          | 2:07.19     | +20.71  |
| 31                 | 87                    | Dardan Dehari                  | Macédoine du Nord    | 1:02.42     | 47          | 1:07.21     | 32          | 2:09.63     | +23.15  |
| 32                 | 94                    | Albin Tahiri                   | Kosovo               | 1:04.63     | 49          | 1:07.84     | 33          | 2:12.47     | +25.99  |
| 33                 | 96                    | Cesar Arnouk                   | Liban                | 1:06.17     | 52          | 1:06.92     | 31          | 2:13.09     | +26.61  |
| 34                 | 89                    | Behnam Kia Shemshaki           | Iran                 | 1:06.67     | 53          | 1:09.53     | 34          | 2:16.20     | +29.72  |
| 35                 | 98                    | Alberto Tamagnini              | Saint-Marin          | 1:06.97     | 54          | 1:11.14     | 35          | 2:18.11     | +31.63  |
| 36                 | 91                    | Yianno Kouyoumdjian            | Chypre               | 1:06.11     | 51          | 1:16.63     | 36          | 2:22.74     | +36.26  |
| 37                 | 97                    | Yohan Goutt Goncalves          | Timor oriental       | 1:12.62     | 55          | 1:20.60     | 37          | 2:33.22     | +46.74  |
|                    | 20                    | Kristoffer Jakobsen            | Suède                | 52.42       | 4           | Abandon     | Abandon     | Abandon     | Abandon |
| 7                  | Marco Schwarz         | Autriche                       | 52.81                | 8           |             | Abandon     | Abandon     | Abandon     | Abandon |
| 43                 | Jett Seymour          | États-Unis                     | 52.92                | 10          |             | Abandon     | Abandon     | Abandon     | Abandon |
| 38                 | Luke Winters          | États-Unis                     | 53.36                | 15          |             | Abandon     | Abandon     | Abandon     | Abandon |
| 23                 | Albert Popov          | Bulgarie                       | 53.54                | 18          |             | Abandon     | Abandon     | Abandon     | Abandon |
| 33                 | AJ Ginnis             | Grèce                          | 53.90                | 22          |             | Abandon     | Abandon     | Abandon     | Abandon |
| 6                  | Manuel Feller         | Autriche                       | 54.02                | 24          |             | Abandon     | Abandon     | Abandon     | Abandon |
| 16                 | Filip Zubčić          | Croatie                        | 54.24                | 25          |             | Abandon     | Abandon     | Abandon     | Abandon |
| 27                 | Erik Read             | Canada                         | 54.46                | 26          |             | Abandon     | Abandon     | Abandon     | Abandon |
| 54                 | Tom Verbeke           | Belgique                       | 55.43                | 29          |             | Abandon     | Abandon     | Abandon     | Abandon |
| 45                 | Joaquim Salarich      | Espagne                        | 55.48                | 30          |             | Abandon     | Abandon     | Abandon     | Abandon |
| 52                 | Tormis Laine          | Estonie                        | 57.04                | 34          |             | Abandon     | Abandon     | Abandon     | Abandon |
| 71                 | Jack Adams            | Nouvelle-Zélande               | 57.47                | 35          |             | Abandon     | Abandon     | Abandon     | Abandon |
| 67                 | Juan Pablo Vallecillo | Argentine                      | 58.11                | 36          |             | Abandon     | Abandon     | Abandon     | Abandon |
| 93                 | Richardson Viano      | Haïti                          | 1:01.34              | 44          |             | Abandon     | Abandon     | Abandon     | Abandon |
| 85                 | Baptiste Aranjo       | Portugal                       | 1:01.76              | 45          |             | Abandon     | Abandon     | Abandon     | Abandon |
| 92                 | Harutyun Harutyunyan  | Arménie                        | 1:03.44              | 48          |             | Abandon     | Abandon     | Abandon     | Abandon |
| 83                 | Michael Poettoz       | Colombie                       | 1:04.84              | 50          |             | Abandon     | Abandon     | Abandon     | Abandon |
| 11                 | Alexander Khoroshilov | Fédération de Russie           | Abandon              | Abandon     | Abandon     | Abandon     | Abandon     | Abandon     |         |
| 12                 | Loïc Meillard         | Suisse                         | Abandon              | Abandon     | Abandon     | Abandon     | Abandon     | Abandon     |         |
| 13                 | Victor Muffat-Jeandet | France                         | Abandon              | Abandon     | Abandon     | Abandon     | Abandon     | Abandon     |         |
| 14                 | Dave Ryding           | Grande-Bretagne                | Abandon              | Abandon     | Abandon     | Abandon     | Abandon     | Abandon     |         |
| 18                 | Luca Aerni            | Suisse                         | Abandon              | Abandon     | Abandon     | Abandon     | Abandon     | Abandon     |         |
| 21                 | Jean-Baptiste Grange  | France                         | Abandon              | Abandon     | Abandon     | Abandon     | Abandon     | Abandon     |         |
| 24                 | Stefano Gross         | Italie                         | Abandon              | Abandon     | Abandon     | Abandon     | Abandon     | Abandon     |         |
| 25                 | Timon Haugan          | Norvège                        | Abandon              | Abandon     | Abandon     | Abandon     | Abandon     | Abandon     |         |
| 28                 | Sebastian Holzmann    | Allemagne                      | Abandon              | Abandon     | Abandon     | Abandon     | Abandon     | Abandon     |         |
| 32                 | Žan Kranjec           | Slovénie                       | Abandon              | Abandon     | Abandon     | Abandon     | Abandon     | Abandon     |         |
| 35                 | Samuel Kolega         | Croatie                        | Abandon              | Abandon     | Abandon     | Abandon     | Abandon     | Abandon     |         |
| 37                 | Jan Zabystřan         | Tchéquie                       | Abandon              | Abandon     | Abandon     | Abandon     | Abandon     | Abandon     |         |
| 39                 | Billy Major           | Grande-Bretagne                | Abandon              | Abandon     | Abandon     | Abandon     | Abandon     | Abandon     |         |
| 40                 | Juan del Campo        | Espagne                        | Abandon              | Abandon     | Abandon     | Abandon     | Abandon     | Abandon     |         |
| 41                 | Laurie Taylor         | Grande-Bretagne                | Abandon              | Abandon     | Abandon     | Abandon     | Abandon     | Abandon     |         |
| 42                 | William Hansson       | Suède                          | Abandon              | Abandon     | Abandon     | Abandon     | Abandon     | Abandon     |         |
| 46                 | Kryštof Krýzl         | Tchéquie                       | Abandon              | Abandon     | Abandon     | Abandon     | Abandon     | Abandon     |         |
| 47                 | Yohei Koyama          | Japon                          | Abandon              | Abandon     | Abandon     | Abandon     | Abandon     | Abandon     |         |
| 48                 | Dries Van den Broecke | Belgique                       | Abandon              | Abandon     | Abandon     | Abandon     | Abandon     | Abandon     |         |
| 53                 | Alex Leever           | États-Unis                     | Abandon              | Abandon     | Abandon     | Abandon     | Abandon     | Abandon     |         |
| 55                 | Seigo Kato            | Japon                          | Abandon              | Abandon     | Abandon     | Abandon     | Abandon     | Abandon     |         |
| 56                 | Hong Dong-kwan        | Corée du Sud                   | Abandon              | Abandon     | Abandon     | Abandon     | Abandon     | Abandon     |         |
| 57                 | Kamen Zlatkov         | Bulgarie                       | Abandon              | Abandon     | Abandon     | Abandon     | Abandon     | Abandon     |         |
| 59                 | Sturla Snær Snorrason | Islande                        | Abandon              | Abandon     | Abandon     | Abandon     | Abandon     | Abandon     |         |
| 61                 | Emir Lokmić           | Bosnie-Herzégovine             | Abandon              | Abandon     | Abandon     | Abandon     | Abandon     | Abandon     |         |
| 62                 | Juhan Luik            | Estonie                        | Abandon              | Abandon     | Abandon     | Abandon     | Abandon     | Abandon     |         |
| 63                 | Strahinja Stanišić    | Serbie                         | Abandon              | Abandon     | Abandon     | Abandon     | Abandon     | Abandon     |         |
| 65                 | Kalin Zlatkov         | Bulgarie                       | Abandon              | Abandon     | Abandon     | Abandon     | Abandon     | Abandon     |         |
| 68                 | Itamar Biran          | Israël                         | Abandon              | Abandon     | Abandon     | Abandon     | Abandon     | Abandon     |         |
| 69                 | Ioannis Proios        | Grèce                          | Abandon              | Abandon     | Abandon     | Abandon     | Abandon     | Abandon     |         |
| 70                 | Eliot Grandjean       | Belgique                       | Abandon              | Abandon     | Abandon     | Abandon     | Abandon     | Abandon     |         |
| 72                 | Andrej Drukarov       | Lituanie                       | Abandon              | Abandon     | Abandon     | Abandon     | Abandon     | Abandon     |         |
| 74                 | Michel Macedo         | Brésil                         | Abandon              | Abandon     | Abandon     | Abandon     | Abandon     | Abandon     |         |
| 75                 | Ioannis Antoniou      | Grèce                          | Abandon              | Abandon     | Abandon     | Abandon     | Abandon     | Abandon     |         |
| 76                 | Elvis Opmanis         | Lettonie                       | Abandon              | Abandon     | Abandon     | Abandon     | Abandon     | Abandon     |         |
| 77                 | Andrés Figueroa       | Chili                          | Abandon              | Abandon     | Abandon     | Abandon     | Abandon     | Abandon     |         |
| 78                 | Konstantin Stoilov    | Bulgarie                       | Abandon              | Abandon     | Abandon     | Abandon     | Abandon     | Abandon     |         |
| 81                 | Marcus Vorre          | Danemark                       | Abandon              | Abandon     | Abandon     | Abandon     | Abandon     | Abandon     |         |
| 82                 | Eldar Salihović       | Monténégro                     | Abandon              | Abandon     | Abandon     | Abandon     | Abandon     | Abandon     |         |
| 86                 | Kevin Qerimi          | Albanie                        | Abandon              | Abandon     | Abandon     | Abandon     | Abandon     | Abandon     |         |
| 90                 | Alexandru Stefanescu  | Roumanie                       | Abandon              | Abandon     | Abandon     | Abandon     | Abandon     | Abandon     |         |
| 95                 | Besarion Japaridze    | Géorgie                        | Abandon              | Abandon     | Abandon     | Abandon     | Abandon     | Abandon     |         |
| 99                 | Tang Calcy Ning-chien | Taipei chinois                 | Abandon              | Abandon     | Abandon     | Abandon     | Abandon     | Abandon     |         |
| 100                | Yassine Aouich        | Maroc                          | Abandon              | Abandon     | Abandon     | Abandon     | Abandon     | Abandon     |         |
| 26                 | Giuliano Razzoli      | Italie                         | Disqualifié          | Disqualifié | Disqualifié | Disqualifié | Disqualifié | Disqualifié |         |

### Qualifications
Seuls les 50 premiers coureurs classés sur la WCSL (World Cup Start List) sont directement admis à l'épreuve finale. Les autres compétiteurs doivent passer par une épreuve de qualification. À l'issue de celle-ci, les 25 premiers classés sont directement admis à l'épreuve finale. Puis les 25 premières nations non représentées par un skieur dans les 75 coureurs déjà qualifiés, ont le droit d'aligner un skieur dans l'épreuve finale. Le maximum de skieurs autorisés à disputer celle-ci est donc de 100.
La première manche débute le 20 février à 10:00 et la seconde à 13:30.
| Place | Dossard                 | Nom                            | Nation               | Manche 1    | Place       | Manche 2    | Place       | Total       | Écart   | Notes |
| ----- | ----------------------- | ------------------------------ | -------------------- | ----------- | ----------- | ----------- | ----------- | ----------- | ------- | ----- |
| 1     | 4                       | Seigo Kato                     | Japon                | 47.02       | 1           | 48.60       | 3           | 1:35.62     |         | Q     |
| 2     | 8                       | Kamen Zlatkov                  | Bulgarie             | 47.97       | 4           | 48.28       | 2           | 1:36.25     | +0.63   | Q     |
| 3     | 25                      | Itamar Biran                   | Israël               | 47.54       | 3           | 48.72       | 4           | 1:36.26     | +0.64   | Q     |
| 4     | 7                       | Sturla Snær Snorrason          | Islande              | 47.22       | 2           | 49.05       | 5           | 1:36.27     | +0.65   | Q     |
| 5     | 22                      | Kalin Zlatkov                  | Bulgarie             | 48.59       | 9           | 47.86       | 1           | 1:36.45     | +0.83   | Q     |
| 6     | 2                       | Tom Verbeke                    | Belgique             | 47.97       | 4           | 49.22       | 7           | 1:37.19     | +1.57   | Q     |
| 7     | 11                      | Nikita Alekhin                 | Fédération de Russie | 48.49       | 8           | 49.11       | 6           | 1:37.60     | +1.98   | Q     |
| 8     | 28                      | Eliot Grandjean                | Belgique             | 48.04       | 6           | 49.60       | 8           | 1:37.64     | +2.02   | Q     |
| 9     | 5                       | Tormis Laine                   | Estonie              | 48.44       | 7           | 49.80       | 10          | 1:38.24     | +2.62   | Q     |
| 10    | 12                      | Alex Leever                    | États-Unis           | 48.93       | 10          | 49.96       | 12          | 1:38.89     | +3.27   | Q     |
| 11    | 6                       | Juhan Luik                     | Estonie              | 49.22       | 11          | 50.15       | 14          | 1:39.37     | +3.75   | Q     |
| 12    | 15                      | Cristian Javier Simari Birkner | Argentine            | 49.52       | 12          | 50.06       | 13          | 1:39.58     | +3.96   | Q     |
| 13    | 27                      | Ioannis Proios                 | Grèce                | 49.96       | 14          | 49.71       | 9           | 1:39.67     | +4.05   | Q     |
| 14    | 13                      | Tijan Marovt                   | Slovénie             | 49.68       | 13          | 50.97       | 19          | 1:40.65     | +5.03   | Q     |
| 15    | 39                      | Konstantin Stoilov             | Bulgarie             | 51.14       | 18          | 50.23       | 15          | 1:41.37     | +5.75   | Q     |
| 16    | 35                      | Elvis Opmanis                  | Lettonie             | 51.11       | 17          | 50.81       | 18          | 1:41.92     | +6.30   | Q     |
| 17    | 34                      | Ioannis Antoniou               | Grèce                | 51.42       | 19          | 50.78       | 17          | 1:42.20     | +6.58   | Q     |
| 18    | 54                      | Kevin Qerimi                   | Albanie              | 52.51       | 22          | 49.82       | 11          | 1:42.33     | +6.71   | Q     |
| 19    | 20                      | Casper Dyrbye Næsted           | Danemark             | 50.83       | 15          | 51.58       | 24          | 1:42.41     | +6.79   | Q     |
| 20    | 42                      | Matthieu Osch                  | Luxembourg           | 51.88       | 21          | 50.98       | 20          | 1:42.86     | +7.24   | Q     |
| 21    | 24                      | Juan Pablo Vallecillo          | Argentine            | 50.95       | 16          | 51.95       | 26          | 1:42.90     | +7.28   | Q     |
| 22    | 48                      | Márton Kékesi                  | Hongrie              | 53.19       | 28          | 50.34       | 16          | 1:43.53     | +7.91   | Q     |
| 23    | 44                      | Erjon Tola                     | Albanie              | 52.72       | 24          | 51.12       | 21          | 1:43.84     | +8.22   | Q     |
| 24    | 82                      | Besarion Japaridze             | Géorgie              | 52.78       | 25          | 51.53       | 23          | 1:44.31     | +8.69   | Q     |
| 25    | 45                      | Marcus Vorre                   | Danemark             | 51.63       | 20          | 53.00       | 29          | 1:44.63     | +9.01   | Q     |
| 26    | 37                      | Nikolaos Tziovas               | Grèce                | 53.07       | 27          | 51.67       | 25          | 1:44.74     | +9.12   |       |
| 27    | 40                      | Tamás Trunk                    | Hongrie              | 52.51       | 22          | 52.77       | 28          | 1:45.28     | +9.66   |       |
| 28    | 55                      | Dardan Dehari                  | Macédoine du Nord    | 54.37       | 29          | 51.41       | 22          | 1:45.78     | +10.16  | Q     |
| 29    | 56                      | Ivan Kovbasnyuk                | Ukraine              | 54.93       | 31          | 52.45       | 27          | 1:47.38     | +11.76  | Q     |
| 30    | 52                      | Baptiste Aranjo                | Portugal             | 54.42       | 30          | 54.67       | 33          | 1:49.09     | +13.47  | Q     |
| 31    | 71                      | Gauti Guðmundsson              | Islande              | 57.63       | 39          | 53.02       | 30          | 1:50.65     | +15.03  |       |
| 32    | 69                      | Yianno Kouyoumdjian            | Chypre               | 57.26       | 38          | 53.91       | 31          | 1:51.17     | +15.55  | Q     |
| 33    | 80                      | Albin Tahiri                   | Kosovo               | 56.57       | 34          | 54.65       | 32          | 1:51.22     | +15.60  | Q     |
| 34    | 57                      | Behnam Kia Shemshaki           | Iran                 | 56.19       | 32          | 55.06       | 34          | 1:51.25     | +15.63  | Q     |
| 35    | 96                      | Ricardo Brancal                | Portugal             | 58.20       | 42          | 55.77       | 35          | 1:53.97     | +18.35  |       |
| 36    | 85                      | Christopher Holm               | Brésil               | 57.88       | 40          | 56.36       | 36          | 1:54.24     | +18.62  |       |
| 36    | 63                      | Nima Baha                      | Iran                 | 56.50       | 33          | 57.74       | 39          | 1:54.24     | +18.62  |       |
| 38    | 102                     | Alberto Tamagnini              | Saint-Marin          | 58.11       | 41          | 57.35       | 37          | 1:55.46     | +19.84  |       |
| 39    | 73                      | Gustavs Ābele                  | Lettonie             | 59.97       | 45          | 58.10       | 41          | 1:58.07     | +22.45  |       |
| 40    | 95                      | Matteo Gatti                   | Saint-Marin          | 1:00.95     | 46          | 57.47       | 38          | 1:58.42     | +22.80  | Q     |
| 41    | 77                      | Demetrios Maxim                | Chypre               | 1:01.04     | 47          | 58.00       | 40          | 1:59.04     | +23.42  |       |
| 42    | 87                      | Vakaris Jokūbas Lapienis       | Lituanie             | 58.96       | 44          | 1:03.24     | 43          | 2:02.20     | +26.58  |       |
| 43    | 81                      | Arbi Pupovci                   | Kosovo               | 1:05.78     | 48          | 59.31       | 42          | 2:05.09     | +29.47  |       |
| 44    | 109                     | Saphal-Ram Shrestha            | Népal                | 1:10.04     | 49          | 1:05.82     | 44          | 2:15.86     | +40.24  |       |
| 45    | 108                     | Yassine Aouich                 | Maroc                | 1:16.73     | 50          | 1:11.71     | 45          | 2:28.44     | +52.82  |       |
|       | 61                      | Mihajlo Đorđević               | Serbie               | 52.97       | 26          | Abandon     | Abandon     | Abandon     | Abandon |       |
| 88    | Ezio Leonetti           | Albanie                        | 56.61                | 35          |             | Abandon     | Abandon     | Abandon     | Abandon |       |
| 67    | Viktor Petkov           | Macédoine du Nord              | 56.97                | 36          |             | Abandon     | Abandon     | Abandon     | Abandon |       |
| 86    | Cesar Arnouk            | Liban                          | 57.09                | 37          | Q           | Abandon     | Abandon     | Abandon     | Abandon |       |
| 72    | Harutyun Harutyunyan    | Arménie                        | 58.43                | 43          | Q           | Abandon     | Abandon     | Abandon     | Abandon |       |
| 1     | Willis Feasey           | Nouvelle-Zélande               | Abandon              | Abandon     | Abandon     | Abandon     | Abandon     | Abandon     |         |       |
| 3     | Tomás Birkner de Miguel | Argentine                      | Abandon              | Abandon     | Abandon     | Abandon     | Abandon     | Abandon     |         |       |
| 9     | Miks Zvejnieks          | Lettonie                       | Abandon              | Abandon     | Abandon     | Abandon     | Abandon     | Abandon     |         |       |
| 10    | Hong Dong-kwan          | Corée du Sud                   | Abandon              | Abandon     | Abandon     | Abandon     | Abandon     | Abandon     | Q       |       |
| 14    | Emir Lokmić             | Bosnie-Herzégovine             | Abandon              | Abandon     | Abandon     | Abandon     | Abandon     | Abandon     | Q       |       |
| 16    | Benjamin Szőllős        | Israël                         | Abandon              | Abandon     | Abandon     | Abandon     | Abandon     | Abandon     |         |       |
| 17    | Marko Šljivić           | Bosnie-Herzégovine             | Abandon              | Abandon     | Abandon     | Abandon     | Abandon     | Abandon     |         |       |
| 18    | Alec Scott              | Irlande                        | Abandon              | Abandon     | Abandon     | Abandon     | Abandon     | Abandon     | Q       |       |
| 19    | Strahinja Stanišić      | Serbie                         | Abandon              | Abandon     | Abandon     | Abandon     | Abandon     | Abandon     | Q       |       |
| 21    | Barnabás Szőllős        | Israël                         | Abandon              | Abandon     | Abandon     | Abandon     | Abandon     | Abandon     |         |       |
| 23    | Cormac Comerford        | Irlande                        | Abandon              | Abandon     | Abandon     | Abandon     | Abandon     | Abandon     |         |       |
| 26    | Hugh McAdam             | Australie                      | Abandon              | Abandon     | Abandon     | Abandon     | Abandon     | Abandon     | Q       |       |
| 29    | Žaks Gedra              | Lettonie                       | Abandon              | Abandon     | Abandon     | Abandon     | Abandon     | Abandon     |         |       |
| 30    | Jack Adams              | Nouvelle-Zélande               | Abandon              | Abandon     | Abandon     | Abandon     | Abandon     | Abandon     |         |       |
| 31    | Andrej Drukarov         | Lituanie                       | Abandon              | Abandon     | Abandon     | Abandon     | Abandon     | Abandon     | Q       |       |
| 32    | Filip Baláž             | Slovaquie                      | Abandon              | Abandon     | Abandon     | Abandon     | Abandon     | Abandon     | Q       |       |
| 33    | Michel Macedo           | Brésil                         | Abandon              | Abandon     | Abandon     | Abandon     | Abandon     | Abandon     | Q       |       |
| 38    | Andrés Figueroa         | Chili                          | Abandon              | Abandon     | Abandon     | Abandon     | Abandon     | Abandon     | Q       |       |
| 41    | Bálint Úry              | Hongrie                        | Abandon              | Abandon     | Abandon     | Abandon     | Abandon     | Abandon     |         |       |
| 43    | Bence Nagy              | Hongrie                        | Abandon              | Abandon     | Abandon     | Abandon     | Abandon     | Abandon     |         |       |
| 46    | Eldar Salihović         | Monténégro                     | Abandon              | Abandon     | Abandon     | Abandon     | Abandon     | Abandon     | Q       |       |
| 47    | Michael Poettoz         | Colombie                       | Abandon              | Abandon     | Abandon     | Abandon     | Abandon     | Abandon     | Q       |       |
| 50    | Dino Terzić             | Bosnie-Herzégovine             | Abandon              | Abandon     | Abandon     | Abandon     | Abandon     | Abandon     |         |       |
| 51    | Nicolás Pirozzi         | Chili                          | Abandon              | Abandon     | Abandon     | Abandon     | Abandon     | Abandon     |         |       |
| 53    | Bjarki Guðmundsson      | Islande                        | Abandon              | Abandon     | Abandon     | Abandon     | Abandon     | Abandon     |         |       |
| 58    | Christian Skov Jensen   | Danemark                       | Abandon              | Abandon     | Abandon     | Abandon     | Abandon     | Abandon     |         |       |
| 59    | Rastko Blagojević       | Serbie                         | Abandon              | Abandon     | Abandon     | Abandon     | Abandon     | Abandon     |         |       |
| 60    | Georg Fannar Þórðarson  | Islande                        | Abandon              | Abandon     | Abandon     | Abandon     | Abandon     | Abandon     |         |       |
| 62    | Pouria Saveh Shemshaki  | Iran                           | Abandon              | Abandon     | Abandon     | Abandon     | Abandon     | Abandon     |         |       |
| 64    | Veselin Zlatković       | Serbie                         | Abandon              | Abandon     | Abandon     | Abandon     | Abandon     | Abandon     |         |       |
| 65    | Maksym Mariichyn        | Ukraine                        | Abandon              | Abandon     | Abandon     | Abandon     | Abandon     | Abandon     |         |       |
| 66    | Harun Kunovac           | Bosnie-Herzégovine             | Abandon              | Abandon     | Abandon     | Abandon     | Abandon     | Abandon     |         |       |
| 68    | Alexandru Stefanescu    | Roumanie                       | Abandon              | Abandon     | Abandon     | Abandon     | Abandon     | Abandon     | Q       |       |
| 70    | Mykhailo Karpushyn      | Ukraine                        | Abandon              | Abandon     | Abandon     | Abandon     | Abandon     | Abandon     |         |       |
| 74    | Mirko Lazareski         | Macédoine du Nord              | Abandon              | Abandon     | Abandon     | Abandon     | Abandon     | Abandon     |         |       |
| 75    | Ashot Karapetyan        | Arménie                        | Abandon              | Abandon     | Abandon     | Abandon     | Abandon     | Abandon     |         |       |
| 76    | Levko Tsibelenko        | Ukraine                        | Abandon              | Abandon     | Abandon     | Abandon     | Abandon     | Abandon     |         |       |
| 78    | Richardson Viano        | Haïti                          | Abandon              | Abandon     | Abandon     | Abandon     | Abandon     | Abandon     | Q       |       |
| 83    | Soso Japharidze         | Géorgie                        | Abandon              | Abandon     | Abandon     | Abandon     | Abandon     | Abandon     | Q       |       |
| 84    | Bojan Kosić             | Monténégro                     | Abandon              | Abandon     | Abandon     | Abandon     | Abandon     | Abandon     |         |       |
| 89    | Sandro Zhorzholiani     | Géorgie                        | Abandon              | Abandon     | Abandon     | Abandon     | Abandon     | Abandon     |         |       |
| 90    | Naim Fenianos           | Liban                          | Abandon              | Abandon     | Abandon     | Abandon     | Abandon     | Abandon     |         |       |
| 91    | Valentino Caputi        | Brésil                         | Abandon              | Abandon     | Abandon     | Abandon     | Abandon     | Abandon     |         |       |
| 92    | Vladimir Vukmirović     | Monténégro                     | Abandon              | Abandon     | Abandon     | Abandon     | Abandon     | Abandon     |         |       |
| 93    | Cyril Kayrouz           | Liban                          | Abandon              | Abandon     | Abandon     | Abandon     | Abandon     | Abandon     |         |       |
| 94    | Marcus Riis             | Danemark                       | Abandon              | Abandon     | Abandon     | Abandon     | Abandon     | Abandon     |         |       |
| 97    | Yohan Goutt Goncalves   | Timor oriental                 | Abandon              | Abandon     | Abandon     | Abandon     | Abandon     | Abandon     | Q       |       |
| 98    | Nodar Kozanashvili      | Géorgie                        | Abandon              | Abandon     | Abandon     | Abandon     | Abandon     | Abandon     |         |       |
| 99    | Mackenson Florindo      | Haïti                          | Abandon              | Abandon     | Abandon     | Abandon     | Abandon     | Abandon     |         |       |
| 100   | Ray Iskandar            | Liban                          | Abandon              | Abandon     | Abandon     | Abandon     | Abandon     | Abandon     |         |       |
| 101   | Andreas Epiphaniou      | Chypre                         | Abandon              | Abandon     | Abandon     | Abandon     | Abandon     | Abandon     |         |       |
| 103   | Vlatko Anastasoski      | Macédoine du Nord              | Abandon              | Abandon     | Abandon     | Abandon     | Abandon     | Abandon     |         |       |
| 104   | Tang Calcy Ning-chien   | Taipei chinois                 | Abandon              | Abandon     | Abandon     | Abandon     | Abandon     | Abandon     | Q       |       |
| 105   | Mahdi Idhya             | Maroc                          | Abandon              | Abandon     | Abandon     | Abandon     | Abandon     | Abandon     |         |       |
| 106   | Hubertus Von Hohenlohe  | Mexique                        | Abandon              | Abandon     | Abandon     | Abandon     | Abandon     | Abandon     |         |       |
| 107   | Hayk Geghamyan          | Arménie                        | Abandon              | Abandon     | Abandon     | Abandon     | Abandon     | Abandon     |         |       |
| 110   | Vasil Veriga            | Albanie                        | Abandon              | Abandon     | Abandon     | Abandon     | Abandon     | Abandon     |         |       |
| 112   | Arif Mohd Khan          | Inde                           | Abandon              | Abandon     | Abandon     | Abandon     | Abandon     | Abandon     |         |       |
| 111   | Jean-Pierre Roy         | Haïti                          | Disqualifié          | Disqualifié | Disqualifié | Disqualifié | Disqualifié | Disqualifié |         |       |
| 36    | Kai Horwitz             | Chili                          | Non partant          | Non partant | Non partant | Non partant | Non partant | Non partant |         |       |
| 49    | Seyed Morteza Jafari    | Iran                           | Non partant          | Non partant | Non partant | Non partant | Non partant | Non partant |         |       |
| 79    | Vilius Aleksandravičius | Lituanie                       | Non partant          | Non partant | Non partant | Non partant | Non partant | Non partant |         |       |